# Сосняки и сосно-ельники долины реки Сестры
Сосняки и сосно-ельники долины реки Сестры — государственный природный заказник областного значения в Дмитровском городском округе Московской области. Создан для сохранения высокобонитетных хвойных лесов на песчаных террасах реки Сестры, ключевых болот и мест обитания редких видов.

## Географическое положение
Заказник площадью 1221 га занимает оба берега Сестры в 6–9 км северо-западнее посёлка Вербилки, между автомобильным мостом у д. Головково и устьем притока Волгуша. Входит в кварталы 7–13, 17–26 и 31–36 Вербилковского, а также 1–6 Варваринского участков ГКУ МО «Мособллес». Охранная зона шириной до 300 м увеличивает общую площадь заповедного контура до 1622 га.

## Ландшафт и почвы
Долина Сестры здесь выражена четвёртой надпойменной террасой, сложенной рыхлыми водно-ледниковыми песками. Рельеф слабоволнистый (абсолютные высоты 165–175 м), расчленён ложбинами стока и цепочками ключевых болот. Почвы дерново-подзолистые средне- и лёгкосупесчаные; в понижениях — торфяно-подзолистые и сфагновые торфяники мощностью до 1,2 м.

## Экосистемы
- **Боры лишайниково-кустарничковые** (класс *Vaccinio-Pinetum cladonietosum*) занимают гребни террас; древостой 90–130 лет, полнота 0,6–0,7.
- **Черничные сосняки** и **сосно-еловые леса** формируют основные площади склонов.
- **Ельники приручейные** с кислицей и двулепестником тянутся ленточно вдоль ручьёв.
- **Сфагновые болотца** — местообитание багульника болотного, плеуроцерка Шимпера (*Pleurozium schreberi*) и клюквы.[2]

## Растительный мир
Всего описано 210 видов сосудистых растений. К охраняемым относятся:
- любка двулистная (*Platanthera bifolia*),
- пальчатокоренник мясо-красный (*Dactylorhiza incarnata*),
- ветреница дубравная (*Anemone nemorosa*)[1].

## Животный мир
Согласно обследованию Минэкологии МО (2023) в заказнике обитает не менее 110 видов позвоночных, из них 6 — краснокнижные региона:
- кедровка (*Nucifraga caryocatactes*),
- чёрный коршун (*Milvus migrans*),
- трёхпалый дятел (*Picoides tridactylus*),
- прыткая ящерица (*Lacerta agilis*),
- обыкновенная гадюка (*Vipera berus*),
- бурый медведь (*Ursus arctos*) отмечен заходами.[3]

## Режим охраны
Запрещены сплошные и санитарные рубки, строительство, добыча песка и торфа, охота, проезд транспорта вне дорог, использование моторных лодок, разведение костров вне специальных мест, сбор растений, кроме грибов и ягод для личного потребления.

## Современное использование
В 2023 году установлено 11 аншлагов и обустроена экотропа вдоль старой Варваринской лесной дороги, что позволило перенаправить поток отдыхающих и снизить рекреационную нагрузку. Территория популярна у радиолюбителей-туристов: в программе «Флора и Фауна России» заказнику присвоен позывной **RFF-0942**.

## Угрозы
- усыхание ели европейской из-за вспышек короеда-типографа;
- пожароопасность сухих лет;
- мусор и несанкционированные пикники на пляжах Сестры.

В 2024 г. начато расширение минерализованных полос и организация сезонных патрулей добровольцев лесной дружины.